# Lauren Bennett
Lauren Bennett (Kent, 23 giugno 1989) è una cantante, ballerina e modella britannica.
Diviene nota al pubblico per aver fatto parte del gruppo musicale delle Paradiso Girls, che lascerà nel 2011 per entrare a far parte della seconda formazione delle Pussycat Dolls. Nel 2013 il progetto delle Pussycat Dolls viene accantonato dalla creatrice del gruppo, Robin Antin, e le cinque ragazze rimaste dall'ultima formazione del gruppo (Bennett, Van Oppen, Slayton, Battle ed Estrada) danno vita al gruppo delle G.R.L..
A seguito della morte di Simone Battle le G.R.L. prendono una pausa di alcuni mesi. Dopo tale pausa, il gruppo ritorna come quartetto pubblicando, 15 gennaio 2015, Lighthouse, ma poco dopo decidono di sciogliersi annunciandolo il 2 giugno 2015. Bennett ritorna così alla sua carriera da solista, pubblicando nel 2016 Hurricane. Sempre nello stesso anno viene annunciato Bennett farà parte della nuova formazione delle G.R.L. insieme a Natasha Slayton e Jazzy Mejia, nuova compentente del gruppo.

## Biografia
Lauren Bennett è cresciuta a Meopham nella contea del Kent, nel Regno Unito ed ha frequentato la scuola a Tunbridge Wells.

## Carriera

### 2007 - 2010: The X Factor e le Paradiso Girls
Bennett partecipa alle audizioni della prima edizione di X Factor (UK), dove non è tuttavia riuscita ad andare oltre il bootcamp, ossia la loro seconda fase. Nel 2007 viene selezionata da Jimmy Iovine, presidente della Interscope Records, Robin Antin, Martin Kierszenbaum e will.i.am, i quali avevano intenzione di creare un gruppo musicale in cui non ci fosse un leader, come era accaduto nelle Pussycat Dolls. Nei primi provini effettuati a Londra vennero selezionate sei ragazze, che rimasero poi in tre: Lauren Bennett, Kelly Beckett e Shar Mae Amor. A queste si aggiunsero Aria Crescendo e Chelsea Korka. Il gruppo prenderà il nome di Paradiso Girls.
Dopo due anni di produzione, il gruppo pubblica il suo primo singolo ufficiale, Patron Tequila che vede la collaborazione di Eve e Lil Jon. Il singolo viene pubblicato il 14 aprile 2009 e avrebbe dovuto essere il singolo di punta dell'album di debutto del gruppo intitolato Crazy Horse. Come promozione, il gruppo collabora a molte canzone del dj Space Cowboy. Partecipano inoltre a vari eventi, come il Party Rock Tour, a vari show televisivi, rilasciano interviste a vari blog e siti internet, e a varie riviste. Infine prendono parte alla campagna pubblicitaria per le Beats By Dre, cuffie che appaiono anche nel video musicale di Patron Tequila.
Il 22 giugno 2010 viene pubblicato il secondo singolo del gruppo, dal titolo Who's My B**ch, il quale a differenza del precedente ottiene poco successo. A causa della poca promozione di quest'ultimo, iniziarono a girare su internet varie voci sulla scioglimento della band, visto anche che alcune delle ragazze avevano eliminato la parola Paradiso dal loro account Twitter. Le voci furono smentite da Shar Mae Amor la quale affermò che il gruppo si stava preparando per il loro terzo singolo, mentre Lauren Bennett dichiarò che il loro album di debutto era già pronto e che stavano aspettando che la loro casa discografica annunciasse ufficialmente la data di pubblicazione.
A confermare le voci dello scioglimento arrivò anche un litigio tra Aria Crescendo e Chelsea Korka, avvenuto tramite Twitter: Korka durante un tweet dichiarò che il gruppo era ancora insieme e che stavano lavorando al loro album, di risposta Crescendo accusò la collega di essere falsa in quanto non stava dicendo la verità ai fan. Nonostante tale litigio, la conferma dello scioglimento del gruppo non è mai stata data ufficialmente.

### 2010 - 2013: La carriera solista e le Pussycat Dolls
Poco prima dell'abbandono delle Paradiso Girls, Bennett ha iniziato la carriera da solista duettando con numerosi artisti: con Will.i.am nel remix di I Got It from My Mama, con Cee Lo Green in Love Gun, traccia tratta dal suo album The Lady Killer, ma la notorietà è arrivata con la collaborazione coi LMFAO in Party Rock Anthem. Il brano diviene una hit a livello mondiale, riuscendo a vendere 9,7 milioni di copie in tutto il mondo, delle quali oltre 5 milioni negli Stati Uniti, riuscendo così ad essere il secondo singolo più venduto del 2011 sia a livello mondiale che negli Stati Uniti. In questo periodo è avvenuto anche il suo debutto come modella per Violent Lips.
Nel novembre 2011 Lauren Bennett durante un'intervista dichiara di aver lasciato le Paradiso Girls (rimaste in quattro dopo l'abbandono del gruppo da parte di Aria Crescendo avvenuto nel 2010) e dichiara di essere stata scelta come uno dei nuovi membri delle Pussycat Dolls. Oltre a Bennett entrano nel gruppo Vanessa Curry (confermata dalla formazione precedente), Chrystina Sayers (ex componente della girlband Girlicious, fondata sempre dalla Antin), Paula Van Oppen (ex concorrente del talent show So You Think You Can Dance) ed Erica Kiehl Jenkins.
Nel 2012, ancor prima di pubblicare materiale discografico, la formazione presentata nel 2011 subisce delle variazioni, infatti Curry, Sayers e Jenkins vengono sostituite da Natalie Mejia (ex componente della girlband Girlicious), Amanda Branche e Natasha Slayton che insieme alle confermate Lauren Bennett e Paula Van Oppen vanno a costituire la nuova formazione del gruppo'. Successivamente la Branche viene sostituita da Simone Battle (ex concorrente della prima edizione di The X Factor USA) e la Mejia da Emmalyn Estrada.

### 2013 - 2015: Le G.R.L.
Nel febbraio 2013, Robin Antin dichiara di aver accantonato il progetto delle nuove Pussycat Dolls e che le nuove ragazze (Bennett, Van Oppen, Slayton, Battle ed Estrada) hanno dato vita ad un nuovo gruppo dal nome G.R.L..
Il gruppo viene presentato ufficialmente nell'aprile 2013 presso il Chateau Marmont Hotel a Los Angeles. La band, il 18 giugno 2013, pubblica il loro singolo di debutto intitolato Vacation, il quale viene incluso nella colonna sonora del film d'animazione I Puffi 2. Il 16 giugno 2013 la canzone viene temporaneamente pubblicata come "lato b" della canzone Ooh La La della cantante Britney Spears, diventata la colonna sonora del film d'animazione I Puffi 2.
Il 28 gennaio 2014 il gruppo ha annunciato tramite loro pagina Facebook ufficiale che la canzone Show Me What You Got è stata inserita all'interno del 49º volume della serie di album Now That's What I Call Music!, pubblicato il 4 febbraio negli Stati Uniti.
Il 25 febbraio 2014 il rapper Pitbull pubblica il singolo Wild Wild Love, che vede la collaborazione con le G.R.L.. Il 1º luglio 2014 viene pubblicata la canzone Ugly Heart, primo singolo dell'album del gruppo. Sempre nel luglio 2014 il gruppo pubblica il suo primo EP, dal titolo G.R.L..
A seguito della morte di Simone Battle il gruppo prende una pausa di alcuni mesi. Dopo tale pausa, il gruppo ritorna come quartetto pubblicando Lighthouse il 15 gennaio 2015.
Il 10 marzo 2015 la band ha rivelato che apriranno le date australiane del That Bass Tour di Meghan Trainor.
Il gruppo decide di sciogliersi nel maggio 2015, comunicandolo ufficialmente il 2 giugno 2015.

### 2016 - presente: Il ritorno da solista,Hurricanee la reunion delle G.R.L.
Nel 2016 Bennett collabora con Nick Martin alla canzone Reality, pubblicata l'8 aprile dello stesso anno. Il mese successivo, invece, la cantante pubblica un suo nuovo singolo, intitolato Hurricane. Bennett tramite Twitter comunica che parte del ricavato del singolo andranno donati a Change Direction, associazione che si dedica alla sensibilizzazione sui problemi legati alla salute mentale negli Stati Uniti.
Nel giugno 2016, Matt Wynter, nuovo produttore del gruppo, ha dichiarato che il gruppo riprenderà l'attività avendo come membri Lauren Bennet, Natasha Slayton e Jazzy Mejia, nuovo membro del gruppo. Emmalyn Estrada e Paula Van Oppen, invece, non prenderanno parte a questo nuovo progetto delle G.R.L..
Il 28 agosto 2016 il trio rilascia il loro nuovo singolo dal titolo Kiss Myself.
Durante un'intervista con The New Music Buzz, il gruppo conferma l'uscita del primo singolo tratto dal nuovo album. Il brano si chiama Are We Good e viene pubblicato il 9 dicembre 2016, mentre il 9 gennaio 2017 viene pubblicato il video musicale.

## Discografia

### Con le Paradiso Girls
- 2009 - Patron Tequila
- 2010 - Who's My Bitch

### Con le G.R.L.
- 2014 - G.R.L.

### Solista
- 2011 - I Wish I Wish
- 2016 - Hurricane